# Dosso del Liro
Dosso del Liro – miejscowość i gmina we Włoszech, w regionie Lombardia, w prowincji Como.
Według danych na rok 2004 gminę zamieszkiwało 315 osób, 13,7 os./km².